# Julius Witt
Julius Witt (geboren am 9. Januar 1835 in Königsberg; gestorben am 13. Dezember 1879 in San Francisco) war ein deutscher Theaterschauspieler und -leiter.

## Leben
Witt, der Sohn eines Bäckermeisters und Ratsherrn, war ein außerordentlich beliebter Komiker, dessen prächtiger Humor und drastische Charakterisierungsgabe ihm viele Verehrer erwarb. Er war auch als Direktor in Aachen, Köln und Breslau tätig, leitete von 1869 bis 1871 das Luisenstädtische Theater in Berlin und nahm, nachdem er zwischen 1871 und 1877 sechs Jahre am Germaniatheater in New York gewirkt hatte, Engagement in San Francisco, wo er am 13. Dezember 1879 nach längerer Krankheit verstarb.
Verheiratet war er mit Fanny Heuser, Tochter von Ludwig Heuser. Seine Kinder waren Carl, Hermine, Käthe Frank-Witt und Lotte Witt. Julius Straßmann, Hermines Ehemann, war sein Schwiegersohn. Alle Vorgenannten waren ebenfalls Theaterschauspieler.